# Leptogenys moelleri
Leptogenys moelleri es una especie de hormiga del género Leptogenys, subfamilia Ponerinae.

## Taxonomía
Esta especie fue descrita científicamente por Bingham en 1903.